# 津田将順
津田 将順（つだ まさより、享保2年（1717年） - 宝暦8年（1758年）7月）は、加賀藩の重臣、人持組津田玄蕃家第6代当主。通称は健五郎、玄蕃。

## 生涯
加賀藩家老・津田敬脩の長男として生まれる。寛保2年（1742年）、父の死去により家督と知行1万石を相続する。延享2年（1745年）、定火消となる。延享4年（1747年）、桃園天皇の即位の礼の祝賀使を務める。宝暦3年（1753年）に職を辞し、宝暦8年（1758年）に死去する。享年42。家督は弟の正昭が相続した。